# Carlos Sánchez Berzain
José Carlos Sánchez Berzaín (Cochabamba, 11 de septiembre de 1959) es un abogado y político boliviano. Fue el ministro de la presidencia, ministro de gobierno y ministro de defensa durante el primer y segundo gobierno del presidente constitucional Gonzalo Sánchez de Lozada.

## Biografía
Cursó estudios en el Colegio La Salle de Cochabamba y en la Universidad Mayor de San Simón, de donde egresó como abogado.
Abogado experto en Derecho Constitucional, máster en Ciencia Política y máster en Sociología, máster en Ciencia Política en Florida International University, máster en Sociología FLACSO (Facultad Latinoamericana de Ciencias Sociales), Politólogo. Miembro fundador del Ateneo Jurídico Boliviano. Catedrático de Derecho Constitucional y de Derecho Internacional Público. Catedrático de análisis político de la Maicop, Universidad de Salamanca, España 2011-2013. Catedrático y miembro del claustro académico de la Maestría en Asesoramiento de Imagen y Consultoría Política MAICOP de la Universidad Camilo José Cela, España.
Ministro de Estado de la República de Bolivia en cinco ocasiones. Ministro de la Presidencia de la República en dos ocasiones (1993-94 y 2002-03), Ministro de Gobierno dos veces (1994-96 y 1997) y Ministro de Defensa (2003), en los gobiernos constitucionales del Presidente Gonzalo Sánchez de Lozada. Ha impulsado y participado en la Reforma Constitucional 1994-1995, promotor y ejecutor de las medidas de reforma conocidas como Capitalización Social, Bonosol, Participación Popular, Reforma Educativa, Seguro Universal Materno Infantil (SUMI) y otras.[cita requerida] Como ministro de Gobierno dirigió la lucha contra el narcotráfico en Bolivia por más de tres años y promovió el desarrollo alternativo. Fue precandidato presidencial del MNR el año 1996. Diputado Nacional por Cochabamba de 1997 a 2002; jefe de Bancada en el Congreso y jefe de la oposición parlamentaria en el mismo periodo.
Secretario ejecutivo nacional del Movimiento Nacionalista Revolucionario (MNR) de 1999 a 2003. Director ejecutivo y jefe de campaña electoral a nivel departamental y nacional del MNR (1997-2002).
Vive como exiliado en los Estados Unidos desde 2003. Es director del Interamerican Institute for Democracy.

## Pensamiento
Es autor de varias obras, comentarios y artículos sobre temas de constitucionalidad, libertad, democracia e institucionalidad en las Américas. Coautor del Libro de “Recurso de Amparo Constitucional”. Libro “El presidencialismo de Bolivia previo al socialismo del siglo XXI”. Libro entrevista por Gonzalo Lema “La Bolivia que se vá, la Bolivia que viene””. Conferencias sobre: La Democracia en América Latina”, “Bolivia y la No democracia”, “Democracia: las dos Américas, Autoritarismo y socialismo del Siglo XXI”, “Elecciones para terminar con la democracia”, “Elementos esenciales de la democracia”, “Por qué Bolivia ya no es una democracia”, “La democracia en América Latina: Democracias y Dictaduras”.
Autor del libro “La dictadura del siglo XXI en Bolivia” que está censurado por el gobierno de Evo Morales, que ha confiscado centenas de ejemplares e impide su difusión en Bolivia.  El contenido de este trabajo ha sido usado por el gobierno para acusar de conspiración al autor.
El 20 de enero del 2016 presentó su libro “Lucha por la Democracia”, que trata sobre el "fraude electoral, represión judicial, presos y exiliados políticos, corrupción, control de prensa, dictadores” que es una importante y documentada denuncia del ejercicio de las dictaduras del socialismo del siglo XXI, en artículos de prensa, ensayos y cartas en las que el autor defiende la democracia desde el exilio.

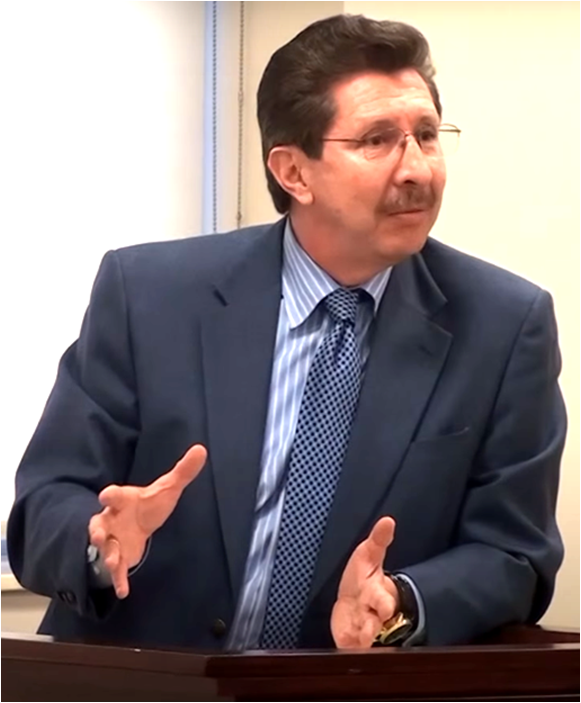
Carlos Sánchez Berzaín durante una conferencia en los Estados Unidos en marzo de 2012 a sus 53 años de edad.

En marzo de 2017 publicó su libro "Las Dos Américas" Democracia y Dictadura que es un conjunto de ensayos que ponen en evidencia la existencia de cinco dictaduras que confrontan y amenazan a las democracias en la región.
En el año 2018 publicó el libro “Dictatorship and Democracy in the Américas”, donde presenta al público de habla inglesa sus reflexiones sobre la amenaza que representan para la región y el mundo las dictaduras de Cuba, Venezuela, Bolivia, Nicaragua y ubica a Ecuador en rumbo de salida de este sistema.
En julio de 2018 publica su libro “Dictaduras del Crimen Organizado en las Américas”. En este nuevo libro plantea que las dictaduras de Cuba, Venezuela, Bolivia y Nicaragua han abandonado el ámbito de la política y actúan criminalmente como un sistema de “delincuencia organizada transnacional”.
Posteriormente, en octubre de 2018, publica el libro “Bolivia, la Patria está cautiva” en donde documenta la resistencia desde el exilio en contra la dictadura de Evo Morales en Bolivia. Este libro explica el proceso de suplantación de la República de Bolivia por un Estado basado en el modelo castrochavista, convirtiendo a ese país sudamericano en un narcoestado razón por la cual ese país está siendo dirigido a la peor de sus crisis, llevándola por el mismo camino de Cuba, Venezuela y Nicaragua.
El 22 de agosto del 2019 publica su libro titulado "Castrochavismo. Crimen organizado en las Américas",  en donde sostiene que los gobiernos de Cuba con Castro-DíazCanel, Venezuela con Nicolás Maduro, Nicaragua con Daniel Ortega y Bolivia con Evo Morales, no deberían ser considerados dentro del marco de la política sino que a éstos mandatarios y sus gobiernos se deberían aplicar las normas que rigen el delito transnacional, pues han conformado una red de crimen organizado que afecta a los pueblos de las Américas y son una amenaza a la seguridad de los Estados Unidos.
El 16 de diciembre del 2020 presenta su libro “Ofensiva del castrochavismo. Agresión a la democracia", el cual describe la formación del castrochavismo como una extensión del castrismo que estaba en ruinas el año 1999 cuando fue rescatado por Hugo Chávez, reactivando la estrategia de expandir dictaduras en América Latina con el liderazgo de Cuba que hoy controla Venezuela, Nicaragua, Bolivia y tiene el apoyo del gobierno de Argentina. Para sostener sus dictaduras el castrochavismo ejecuta desde 2019 una renovada y publicitada agresión a la democracias.
En diciembre de 2021 publica su libro titulado "La lucha sigue... acabar con las dictaduras", en el que se señala con un relato histórico de los hechos, el proceso por el cual el crimen organizado disfrazado de política, se ha tomado varios países como Cuba, Venezuela, Bolivia y Nicaragua. Describe a dos Américas: una América democrática siendo asediada continuamente por la América dictatorial.
En agosto de 2022, publicó su libro "Ensayos sobre libertad y democracia en las Américas", una recopilación de columnas publicadas en Infobae y Diario Las Américas.
En septiembre de 2023 publicó el libro titulado "La lucha contra las dictaduras tiene amigos de mentira y enemigos de verdad", un conjunto de ensayos críticos que tiene categoría de “textos esenciales” para el conocimiento de la realidad de las Américas en el que destaca la confrontación del crimen organizado vs. gobiernos democráticos.
En septiembre de 2024 publica el libro "Persistir y resistir: Ensayos por la libertad", que ayuda a vislumbrar el fin de las dictaduras de Venezuela, Bolivia, Nicaragua y Cuba.
Sánchez Berzaín es un reconocido politólogo que ha contribuido con conceptos de estudio en ciencias políticas, entre estos elementos están los conceptos de "oposición funcional" y "gobierno paradictatorial" definido como "el dirigido por un presidente elegido un país con democracia que sirve a regímenes dictatoriales para contribuir a su sostenimiento con acciones de legitimación y apoyo, incumpliendo las obligaciones jurídicas internacionales y en perjuicio de los propios intereses nacionales".

## Libros
- 2013. El presidencialismo de Bolivia previo al socialismo del siglo XXI. ISBN 978-3659075698
- 2014. La dictadura del siglo XXI en Bolivia. ISBN 978-1721166701
- 2016. Lucha por la democracia: fraude electoral, represión judicial, presos y exiliados políticos, corrupción, control de prensa… dictaduras. ISBN 978-1517195601
- 2017. Las Dos Américas. Democracia y Dictadura. El retroceso histórico que ha convertido en eje de confrontación la existencia o ausencia de democracia en las Américas. ISBN 978-1542613446
- 2018. Dictaduras del Crimen Organizado en las Américas. ISBN 978-1719526845
- 2018. Bolivia, la Patria está cautiva. ISBN 978-1720123606
- 2019. Castrochavismo. Crimen organizado en las Américas. ISBN 978-1086373035
- 2020. Ofensiva del castrochavismo. Agresión a la democracia. ISBN 979-8577039158
- 2021. La lucha sigue... acabar con las dictaduras. ISBN 979-8752147548
- 2022. Ensayos sobre libertad y democracia en las Américas. ISBN 979-8814513861
- 2023. La lucha contra las dictaduras tiene amigos de mentira y enemigos de verdad: Ensayos críticos. ISBN 979-8861241595